# Гижне
Гижне (пол. Hyżne) — село в Польщі, у гміні Гижне Ряшівського повіту Підкарпатського воєводства.
Населення — 3180 осіб (2011).
У 1975-1998 роках село належало до Ряшівського воєводства.

## Демографія
Демографічна структура станом на 31 березня 2011 року:
|          | Загалом | Допрацездатний вік | Працездатний вік | Постпрацездатний вік |
| -------- | ------- | ------------------ | ---------------- | -------------------- |
| Чоловіки | 1563    | 347                | 1043             | 173                  |
| Жінки    | 1617    | 328                | 928              | 361                  |
| Разом    | 3180    | 675                | 1971             | 534                  |